# Basud
Basud (Bayan ng Basud) är en kommun i Filippinerna. Kommunen ligger på ön Luzon, och tillhör provinsen Camarines Norte. Folkmängden uppgår till 41 017 invånare (folkräkning 2015).

## Barangayer
Basud är indelat i 29 barangayer.
| - Angas - Bactas - Binatagan - Caayunan - Guinatungan - Hinampacan - Langa - Laniton - Lidong - Mampili - Mandazo - Mangcamagong - Manmuntay - Mantugawe - Matnog | - Mocong - Oliva - Pagsangahan - Pinagwarasan - Plaridel - Poblacion 1 - San Felipe - San Jose - San Pascual - Taba-taba - Tacad - Taisan - Tuaca - Poblacion 2 |